# ولادیمیر قازاختسیان
ولادیمیر قازاختسیان (ارمنی: Վլադիմիր Ղազախեցյան؛ زادهٔ ۱۴ فوریهٔ ۱۹۲۶ - درگذشته ۳ مارس ۲۰۱۵) تاریخ‌نگار اهل ارمنستان بود.

## زندگی‌نامه
وی در ۱۴ فوریهٔ ۱۹۲۶ ‏در وانادزور به دنیا آمد و از دانشکده تاریخ دانشگاه دولتی ایروان فارغ‌التحصیل گشت. وی برنده جوایزی همچون مدال موسس خورناتسی است. وی در ۳ مارس ۲۰۱۵ در سن ۸۹ سالگی در ایروان درگذشت.